# Хадживълчеви (Баанови)
Хадживълчеви (още Банови или Баанови) е голям български възрожденски род от Банско с принос в духовния, стопански и културен живот на България.

## Вълчеви (1525- 1650)
Михаил (Билю) Баанов произхожда от стар български род с дълбоки корени в миналото. Според генеалогичните проучвания на Светлана Дяконова - Арсен, изследовател и секретар на Българската генеалогична федерация “Родознание” се предполага, че негови родители са Даде Баанов (роден около 1650 г.) и Цвета Баанова, за които съществуват ограничени сведения. Името на дядото по бащина линия (бащата на Даде Баанов) все още не е известно, но родословната линия продължава с прадядото Бано Николов Вълчев (роден около 1600 г.).
Бано Николов Вълчев е син на Никола Смиле Вълчев (роден около 1575 г.) и Боянка Вълчева, а той от своя страна е син на Смиле Вълчев (роден около 1550 г.) и Пройке (Райка) Вълчева. Смиле Вълчев е роден в разложкото село Добърско, България. Той има двама братя – Спас Вълчев (роден около 1552 г.) и Богдан Поп Вълкан (най-възрастен от тримата). Портрет на строителите Смиле и Спас Вълчеви е разположен на западната стена на южния кораб на църквата Св. св. Теодор Тирон и Теодор Стратилат в село Добърско. Предполага се че техен баща е поп Вълкан. (роден около 1525 г.)

## Баанови (1650-1780)
Родоначалници на фамилията Баанови са Даде Баанов (роден около 1650 г.) и Цвета Баанова, за които съществуват ограничени сведения. Името Баанови се свързва с произхода на рода от село Баня, откъдето се предполага че идват и основателите на Банско. 

### Михаил (Билю) Баанов
Михаил (Билю) Банов е заможен търговец от Банско (роден около 1680 г.), женен за Катерина Баанова (Кундева). Тя е сестра на Серафим Дабробосненски (игумен на Рилския манастир в периода 1753 – 1757) и Йеротей Рилски (проигумен на Рилския манастир). По това време Банско започва да се превръща в оживен търговски център, през който минават кервани с важни суровини на път за Австро-Унгария, Бавария и Саксония. Според повечето проучвания, в семейството се раждат трима сина – Лазар, Вълчо и Петър. През 1745 г. най-малкият син Петър Баанов постъпва в манастира „Хилендар“ и приема духовното име Паисий. По това време Лазар, най-големият от братята, е вече в манастира под името Лаврентий. Самият отец Паисий съобщава в „История славянобългарска“, че той е негов „роден брат от една майка, по-стар от мене“. Средният син Вълчо Баанов (хаджи Вълчо), след като посещава Божи гроб (1731), започва успешна търговска дейност и има кантори в Кавала и Виена. По-късно хаджи Вълчо става ктитор на Хилендарския манастир, а когато брат му се премества в Зографския манастир възобновява източната част от жилищните постройки (Банската махала) и бива изградена църквата Св. Богородица.

### Лаврентий Хилендарски
Лаврентий Хилендарски е най-възрастният син на Михаил (Билю) Баанов и Катерина Баанова (Кундева), роден около 1702 година в Банско. Неговото светско име било Лазар Баанов. Замонашил се в Света гора и там се изучил. По-късно като образован духовник, бил избран за игумен на Хилендарския манастир. По негово внушение брат му хаджи Вълчо става ктитор на Хилендарския и Зографския манастир. Пак под негово влияние Петър става монах под името Паисий. 
В своята знаменита „История славянобългарска“ Паисий Хилендарски изрично посочва: "И написа (исторiю) въ Хилендарѣ монастырѣ при игумѣнѣ Лавренти, брата моего едино мати роднаго и старѣйшаго мене: бе имѧ тогда лѣта шестьдесѧть, а мене четыри дѣсятъ". Изразът „брата моего едино мати роднаго“ категорично подчертава, че между двамата съществува кръвна връзка – те са братя, родени от една и съща майка, а не просто духовни братя. Без съмнение той е съдействал на Паисий в работата му върху „История славяноболгарска“. Самият Лаврентий е ревностен таксидиот и духовник, който кръстосва българските земи – поучава, изповядва и води поклонници от Северна България, Тракия и Поморавия.
При проучване архивите на светогорските манастири проф. Йордан Иванов  открива няколко важни бележки в кондиката на Хилендарския манастир, които хвърлят светлина върху рода и местопроизхождението на Лаврентий Хилендарски. Хронологически подредени, тези бележки имат следното съдържание:
- На 8 октомври 1756 г. Лаврентий довел от Банско брата си хаджи Вълчо и последният се обрекъл да стане ктитор на Хилендар.
- През 1759 г. Лаврентий дошъл пак с гости от Банско, между който бил Йован, Хадживълчов син.
- На 17 януари 1765 г. дошъл проигумен Лаврентий с поклонници от Банско и са дарили манастира с три сребърни кръста и 1153 гроша. В същия ден той обрекъл на Хилендарския манастир своята бащина къща в Банско за хилендарски метох, за вечно да е така.

### Хаджи Вълчо
Вълчо Банов се занимава с търговия и организира събирането на памук от Беломоркия край – Сярско и Драмско, като го изнася с кервани за Австрия. От Виена докарвал за Европейска Турция манифактурни, железарски и други стоки. От тази търговия той много забогатява. Към 1755 г., когато за последен път се завърнал от Виена, Вълчо със сина си Георги заминал на поклонение в Ерусалим и оттам се връщат като хаджии. Хаджи Вълчо става ктитор на Зографския и Хилендарския манастир. В Хилендарския манастир с негови средства са построени част от килиите, часовниковата кула и е възобновен и изографисан параклисът Св. Иван Рилски. В Зографския манастир възобновява източната част от жилищните постройки (Банската махала) и бива изградена църквата Св. Богородица. Хаджи Вълчо е богат и с широка ръка дарител. Неговият портрет в параклиса Св. Иван Рилски, в горния кат на часовниковата кула, сполучливо характеризира този умен, упорит стопански деец с остър, проницателен поглед. Освен на манастирите в Света гора той прави и други благодеяния с желание да бъде полезен на обществото. В село Дутлия, Сярско, заедно със сина си Георги построяват обширен хан приют за престояване на кираджиите, докато бъдат приготвени товарите с памук. След това на път за Банско се отбиват в Неврокоп, където с техни средства се изгражда каменен сводов мост над Баничарската река.
В края на живота си Вълчо Банов се оттегля в Зограф, замонашава се с иноческото име Пафнутий и се заселва в манастирския скит Черни вир. Точната година на смъртта му е неизвестна, но се предполага че е около 1770 г. Хаджи Вълчо има трима сина: Никола, Георги и Йован. С тях на няколко пъти е ходил в Света гора да навести братята си монаси и да подпомага с парични средства манастирите. Никола и Георги Хадживълчеви продължават рода, а Йован не е оставил потомство. Паисий Хилендарски, както и Лаврентий като монаси, нямат потомство, а родът е продължен от брат им Хаджи Вълчо.

### Паисий Хилендарски
Предполага се, че Паисий Хилендарски е роден около 1722 г. в семейството на Михаил (Билю) Баанов и Катерина Баанова (Кундева). Биографичните сведения за него са оскъдни. В предисловието на „История славянобългарска“ той отбелязва, че е дошъл в Света гора Атонска от Самоковската епархия: „и пришедъша ва Светые гори Афонскые у епархiи Самоковскые въ лѣто 1745“. За негово родно място претендират няколко селища, но впоследствие се утвърждава Банско, поради наличието на сведения, поместени в кондиката на Хилендарския манастир от XVIII в.
Предполага се, че светското име на Паисий Хилендарски е Петър, имал е и двама братя – Лазар (Лаврентий) и Вълчо. Единият брат с монашеското име Лаврентий е игумен в Хилендарския манастир, а другият - хаджи Вълчо - заможен търговец и щедър дарител, ктитор на Хилендарския и Зографския манастири.
Въпреки, че не успява да получи системно образование, той постъпва в близкия Рилски манастир като послушник. През 1745 г. вече като йеромонах и проигумен се установява в Хилендарския манастир в Атон. По това време той се е ползвал със статут на сръбски манастир, но в братството му голяма част от монасите са от българските македонски земи. В манастира забелязват жаждата на Паисий за знания и готовността му да работи в негова полза,  като му поверяват нелеката задача на таксидиот (пътуващ  монах, който събира помощи и доброволни пожертвувания за манастирите). През следващите години вече като проигумен, Паисий продължава да развива дейността си като посещава множество села и градове, за да събира помощи и да привлича поклонници за манастира.
През 1761 г. Паисий е изпратен в Сремски Карловци (Австрия) да прибере завещаното имущество за Хилендарския манастир от починалия архимандрит Герасим. В тамошната библиотека той се ровил и извлякъл ценни данни за своята история.
През 1762 г. заради неразбирателство с останалите монаси се налага Паисий да напусне Хилендарския манастир и да се премести в Зографския манастир, където завършва своя труд. 
Първият препис е направен от поп Стойко Владиславов в Котел през 1765 г. После се редуват много други преписи: Кованлъшки, Еленски, Башкьойски, Белочерковски, Търновски, Преписът на Стоянчо Ахтар и др. Предполага се, че отец Паисий завършва земния си път през 1773 г. край селището Амбелино.

## Хадживълчеви
Родоначалник на фамилията Хадживълчеви е хаджи Вълчо Баанов, средният син на Михаил (Билю) Баанов и Катерина Баанова (Кундева). Той е брат на Лаврентий Хилендарски и на Паисий Хилендарски.

### Хаджи Георги Хадживълчев
Хаджи Георги е роден в Банско около 1737 г. Той участва в търговската дейност заедно с баща си, като по-късно го наследява. Около 1755 г. двамата предприемат поклонническо пътуване до Ерусалим, след което получават титлата „хаджии“. Заедно с баща си извършва значителни дарения в полза на Зографския и Хилендарския манастир. В зографския епархиален поменик на отделна страница под заглавието „Епархия Самоковская, село Банского. Род ктитора Хаджи Волча, 1757 година“ се споменават 21 имена, като първите две са на търговците Никола и Георги. Третото име е Биля, за която се предполага, че е съпругата на Георги Хадживълчев В Зограф се съхраняват и два портрета на дъска - на хаджи Вълчо и на Георги Хадживълчев. Предполага се, че хаджи Георги Хадживълчев е родоначалник на фамилен клон Хаджигеоргиеви. Той има син Лазар, внук Никола и правнук Георги. Правукът Георги има четирима сина: Иван, Димитър, Костадин и Михаил. 
- Димитър Хаджигеоргиев – роден в Банско около 1869 г. През 1903 г. избухва Илинденско-Преображенското въстание, в което Димитър Хаджигеоргиев взема дейно участие. След потушаването му той се преселва със семейството си (съпругата Варвара[16] и първородният си син Милуш) в село Реселец, Белослатинска околия[17], докато останалите членове на семейството остават в родния им град Банско.[18][9] Димитър Хаджигеоргиев има четирима сина и три дъщери: Милуш, Христо, Томо, Георги, Мария, Дона и Здравка. Томо Д. Хаджигеоргиев има две дъщери: Верка и Мария, внук Красимир и правнуци: Петко и Илия.

### Йован Хадживълчев
За роденият около 1740 г. в Банско Йован е отбелязано в манастирската кондика, че е идвал в Хилендарския манастир заедно с чичо си Лаврентий и други гости от Банско. След това следите му се губят.

### Никола Хадживълчев
Роден в Банско около 1735 г. Той участва в търговията с памук и други стоки заедно със своя баща и брат си Георги. Той има син Лазар и внуци от него: Михаил, Никола и Елена. Никола Лаз. Хадживълчев има четири дъщери и двама сина: Пелагия, Цвета, Богдана, Елена, Георги и Марко. Братята Георги и Марко са се изселили от Банско и се настанили в Браила. Там те учителствали няколко години, а след това открили фабрика за сапун и свещи. Георги Н. Хадживълчев има четирима сина: Богдан, Никола, Михаил и Владимир. За поколението на Марко липсват сведения. Две от сестрите се задомяват в Неврокоп, а другите остават в Банско.
- Михаил Лазаров Хадживълчев – голям търговец, женен за сестрата на Хаджи Стоил – виден сановник в Белград, а после консул в Букурещ. Макар и на Сръбска служба, той дейно подпомага своите сънародници. Във Виена напечатва щампа на Зографския манастир. Михаил Л. Хадживълчев има син Иван и дъщеря Елена, която се омъжва за известния търговец Тоше Колчагов от Банско.[9]

- Иван Мих. Хадживълчев завършва търговски науки във Виена. Когато се връща в България, развива търговска дейност и се жени за Катерина Мих. Сарандова, дъщеря също на виенски търговец. От този брак добиват син Димитър и дъщеря Кадифа (родена през 1816 година). Пет години след сватбата Иван М. Хадживълчев бива убит от турци, които не могли да търпят заможни и учени българи. Дъщеря им Кадифа, като израства се омъжва за известния иконописец Симеон Д. Молеров от когото има двама сина: Вишан и Георги.[9]

- Димитър Ив. Хадживълчев, останал сираче, бива отгледан и изучен от дядо си Михаил, който го изпратил при шурея си хаджи Стоил в Сърбия, дето бил чиновник във външно министерство. Отначало Димитър учи в сръбско училище, после продължава образованието си в Букурещ. Като се връща в България, продължава да учи в гръцки училища в Мелник и Серес. Усвоил знания и четири езика освен матерния си (гръцки, турски, румънски и сръбски), той се подготвя за широка стопанска дейност. Оженва се за Александра Лазарова Германович. Нейният баща, виден търговец, е инициатор и спомоществувал за построяването на величествената църква Св. Троица в Банско. Александра родила девет деца, две от които умрели млади, останали Катерина, Султана, Елена, Пелагия, Михаил, Иван и Лазар. Султан се свързва с рода на резбарите Велянови от Лазарполе, Дебърско. Катерина се омъжва за търговеца Лазар Г. Сирлещов, а Пелагия – за Лазар Н. Тодев, по занятие пак търговец. Когато през 1878 г. избухва Кресненско-Разложкото въстание, Димитър Хадживълчев (който е дългогодишен кмет на Банско) дава убежище в града на четата на Баньо Маринов, която е около 600 души. След като въстанието е потушено Димитър и децата му изгарят богатия семеен архив и бягат в Горна Джумая и Дупница. Михаил и братята му Иван и Лазар се връщат след амнистията в родния си град. Турците ги принуждават да напуснат отново Банско като ги вкарват в 80 000 гроша дълг. При пристигането си в София тримата братя живеят под наем у преселници от Македония, които са от видната фамилия Томалеви или Томалевски. С много труд и упоритост те се замогват и изплащат дълга си. Построяват три еднакви къщи на улица „Гладстон“, чийто архитект е австриецът Швамберг.[9]

- Михаил Димитров Хадживълчев заедно с братята си Иван и Лазар са търгували с дървен строителен материал, спиртни напитки и други стоки. Михаил се женил два пъти. От първата жена, Катерина Ласкова има шест деца: Султана, Мария, Елена, Кириафина, Александра и Райна. От втората жена Мария Кандитова, има син Самуил, който се преселил в Америка и там се оженил за мулатка. За неговото потомство липсват сведения.[9]

- Иван Димитров Хадживълчев – съдружник в търговията с братята си, женен за Александра Рускова, от която добил десет деца, две от които умрели малки. Синовете им са: Милош, Никола и Димитър, а дъщерите: Мария, Султана, Елена, Олга и Райна. От тяхното поколениеима разни изтъкнати специалисти: филолози, икономисти, минни инженери, химици, лекари и зъболекари.[9]

- Лазар Димитров Хадживълчев участва също като съдружник в търговията с братята си. Женен за Мария Лазарова Попатанасова, от която има две дъщери и двама сина: Пелагия, Никола, Димитър и Райна. От поколението на Лазар са излезли биолози, агрономи, икономисти и юристи.[9]

Сродяването на Хадживълчови в старите поколения става все с лица от видни семейства от Банско, при което има случаи на женитби между братовчеди. По-голямата част от рода на Хаджи Вълчо се изселва от Банско след Балканската война и особено след Първата световна война. Повечето от тях се настаняват да живеят и работят в София.
Старите поколения, като се почне от Хаджи Вълчо, всички са се занимавали с търговия. Те са имали и поземлени имоти (ниви, ливади и дворни места), но главната им стопанска дейност е била насочена към търговията с най-различни стоки – памук, тютюн, сахтиян, дървен строителен материал, манифактура, спиртни напитки и др. Наред с това те се проявяват и като ревнители на просветата. За отбелязване е още, че посещения на Хилендарския и Зографския манастир от потомци на Хаджи Вълчо са ставали дълги години след неговата смърт и монасите са ги посрещали като видни, заслужили гости. Традицията да правят дарения за общополезни цели е запазена у рода до късно. Така братята Михаил, Иван и Лазар Хадживълчеви през 1920 г. правят скромно дарение от 60 хиляди лева за благотворителни цели чрез Министерството на народната просвета.

## Родословие
|  |  |                     |                     |                     |                     |                     |                     |                    |                    |                                     |                                     |                                     |                                     | Михаил Баанов (около 1680 – ?)         | Михаил Баанов (около 1680 – ?)         | Михаил Баанов (около 1680 – ?)         | Михаил Баанов (около 1680 – ?)         | Михаил Баанов (около 1680 – ?)         | Михаил Баанов (около 1680 – ?)         |                                     |                                     | Катерина Кундева (около 1685 – ?)   | Катерина Кундева (около 1685 – ?)   | Катерина Кундева (около 1685 – ?) | Катерина Кундева (около 1685 – ?) | Катерина Кундева (около 1685 – ?) | Катерина Кундева (около 1685 – ?) |                                  |                                  |                                  |                                  |                        |                        |                        |                        |                      |                      |                      |                      |                      |                      |                               |                               |                               |                               |                               |                               |  |  |                        |                        |                        |                        |                        |                        |  |  |  |  |  |  |  |  |  |  |
|  |  |                     |                     |                     |                     |                     |                     |                    |                    |                                     |                                     |                                     |                                     | Михаил Баанов (около 1680 – ?)         | Михаил Баанов (около 1680 – ?)         | Михаил Баанов (около 1680 – ?)         | Михаил Баанов (около 1680 – ?)         | Михаил Баанов (около 1680 – ?)         | Михаил Баанов (около 1680 – ?)         |                                     |                                     | Катерина Кундева (около 1685 – ?)   | Катерина Кундева (около 1685 – ?)   | Катерина Кундева (около 1685 – ?) | Катерина Кундева (около 1685 – ?) | Катерина Кундева (около 1685 – ?) | Катерина Кундева (около 1685 – ?) |                                  |                                  |                                  |                                  |                        |                        |                        |                        |                      |                      |                      |                      |                      |                      |                               |                               |                               |                               |                               |                               |  |  |                        |                        |                        |                        |                        |                        |  |  |  |  |  |  |  |  |  |  |
|  |  |                     |                     |                     |                     |                     |                     |                    |                    |                                     |                                     |                                     |                                     |                                        |                                        |                                        |                                        |                                        |                                        |                                     |                                     |                                     |                                     |                                   |                                   |                                   |                                   |                                  |                                  |                                  |                                  |                        |                        |                        |                        |                      |                      |                      |                      |                      |                      |                               |                               |                               |                               |                               |                               |  |  |                        |                        |                        |                        |                        |                        |  |  |  |  |  |  |  |  |  |  |
|  |  |                     |                     |                     |                     |                     |                     |                    |                    |                                     |                                     |                                     |                                     |                                        |                                        |                                        |                                        |                                        |                                        |                                     |                                     |                                     |                                     |                                   |                                   |                                   |                                   |                                  |                                  |                                  |                                  |                        |                        |                        |                        |                      |                      |                      |                      |                      |                      |                               |                               |                               |                               |                               |                               |  |  |                        |                        |                        |                        |                        |                        |  |  |  |  |  |  |  |  |  |  |
|  |  |                     |                     |                     |                     |                     |                     |                    |                    | Лаврентий Хилендарски (1702 – 1775) | Лаврентий Хилендарски (1702 – 1775) | Лаврентий Хилендарски (1702 – 1775) | Лаврентий Хилендарски (1702 – 1775) | Лаврентий Хилендарски (1702 – 1775)    | Лаврентий Хилендарски (1702 – 1775)    |                                        |                                        | Хаджи Вълчо Банов (1705 – 1770)        | Хаджи Вълчо Банов (1705 – 1770)        | Хаджи Вълчо Банов (1705 – 1770)     | Хаджи Вълчо Банов (1705 – 1770)     | Хаджи Вълчо Банов (1705 – 1770)     | Хаджи Вълчо Банов (1705 – 1770)     |                                   |                                   | Паисий Хилендарски (1722 – 1773)  | Паисий Хилендарски (1722 – 1773)  | Паисий Хилендарски (1722 – 1773) | Паисий Хилендарски (1722 – 1773) | Паисий Хилендарски (1722 – 1773) | Паисий Хилендарски (1722 – 1773) |                        |                        |                        |                        |                      |                      |                      |                      |                      |                      |                               |                               |                               |                               |                               |                               |  |  |                        |                        |                        |                        |                        |                        |  |  |  |  |  |  |  |  |  |  |
|  |  |                     |                     |                     |                     |                     |                     |                    |                    | Лаврентий Хилендарски (1702 – 1775) | Лаврентий Хилендарски (1702 – 1775) | Лаврентий Хилендарски (1702 – 1775) | Лаврентий Хилендарски (1702 – 1775) | Лаврентий Хилендарски (1702 – 1775)    | Лаврентий Хилендарски (1702 – 1775)    |                                        |                                        | Хаджи Вълчо Банов (1705 – 1770)        | Хаджи Вълчо Банов (1705 – 1770)        | Хаджи Вълчо Банов (1705 – 1770)     | Хаджи Вълчо Банов (1705 – 1770)     | Хаджи Вълчо Банов (1705 – 1770)     | Хаджи Вълчо Банов (1705 – 1770)     |                                   |                                   | Паисий Хилендарски (1722 – 1773)  | Паисий Хилендарски (1722 – 1773)  | Паисий Хилендарски (1722 – 1773) | Паисий Хилендарски (1722 – 1773) | Паисий Хилендарски (1722 – 1773) | Паисий Хилендарски (1722 – 1773) |                        |                        |                        |                        |                      |                      |                      |                      |                      |                      |                               |                               |                               |                               |                               |                               |  |  |                        |                        |                        |                        |                        |                        |  |  |  |  |  |  |  |  |  |  |
|  |  |                     |                     |                     |                     |                     |                     |                    |                    |                                     |                                     |                                     |                                     |                                        |                                        |                                        |                                        |                                        |                                        |                                     |                                     |                                     |                                     |                                   |                                   |                                   |                                   |                                  |                                  |                                  |                                  |                        |                        |                        |                        |                      |                      |                      |                      |                      |                      |                               |                               |                               |                               |                               |                               |  |  |                        |                        |                        |                        |                        |                        |  |  |  |  |  |  |  |  |  |  |
|  |  |                     |                     |                     |                     |                     |                     |                    |                    | Никола Хадживълчев (1735 – ?)       | Никола Хадживълчев (1735 – ?)       | Никола Хадживълчев (1735 – ?)       | Никола Хадживълчев (1735 – ?)       | Никола Хадживълчев (1735 – ?)          | Никола Хадживълчев (1735 – ?)          |                                        |                                        | Хаджи Георги Хадживълчев (1737 – ?)    | Хаджи Георги Хадживълчев (1737 – ?)    | Хаджи Георги Хадживълчев (1737 – ?) | Хаджи Георги Хадживълчев (1737 – ?) | Хаджи Георги Хадживълчев (1737 – ?) | Хаджи Георги Хадживълчев (1737 – ?) |                                   |                                   | Йован Хадживълчев (1740 – ?)      | Йован Хадживълчев (1740 – ?)      | Йован Хадживълчев (1740 – ?)     | Йован Хадживълчев (1740 – ?)     | Йован Хадживълчев (1740 – ?)     | Йован Хадживълчев (1740 – ?)     |                        |                        |                        |                        |                      |                      |                      |                      |                      |                      |                               |                               |                               |                               |                               |                               |  |  |                        |                        |                        |                        |                        |                        |  |  |  |  |  |  |  |  |  |  |
|  |  |                     |                     |                     |                     |                     |                     |                    |                    | Никола Хадживълчев (1735 – ?)       | Никола Хадживълчев (1735 – ?)       | Никола Хадживълчев (1735 – ?)       | Никола Хадживълчев (1735 – ?)       | Никола Хадживълчев (1735 – ?)          | Никола Хадживълчев (1735 – ?)          |                                        |                                        | Хаджи Георги Хадживълчев (1737 – ?)    | Хаджи Георги Хадживълчев (1737 – ?)    | Хаджи Георги Хадживълчев (1737 – ?) | Хаджи Георги Хадживълчев (1737 – ?) | Хаджи Георги Хадживълчев (1737 – ?) | Хаджи Георги Хадживълчев (1737 – ?) |                                   |                                   | Йован Хадживълчев (1740 – ?)      | Йован Хадживълчев (1740 – ?)      | Йован Хадживълчев (1740 – ?)     | Йован Хадживълчев (1740 – ?)     | Йован Хадживълчев (1740 – ?)     | Йован Хадживълчев (1740 – ?)     |                        |                        |                        |                        |                      |                      |                      |                      |                      |                      |                               |                               |                               |                               |                               |                               |  |  |                        |                        |                        |                        |                        |                        |  |  |  |  |  |  |  |  |  |  |
|  |  |                     |                     |                     |                     |                     |                     |                    |                    |                                     |                                     |                                     |                                     |                                        |                                        |                                        |                                        | Лазар Хаджигеоргиев                    |                                        |                                     |                                     |                                     |                                     |                                   |                                   |                                   |                                   |                                  |                                  |                                  |                                  |                        |                        |                        |                        |                      |                      |                      |                      |                      |                      |                               |                               |                               |                               |                               |                               |  |  |                        |                        |                        |                        |                        |                        |  |  |  |  |  |  |  |  |  |  |
|  |  |                     |                     |                     |                     |                     |                     |                    |                    |                                     |                                     |                                     |                                     |                                        |                                        |                                        |                                        |                                        |                                        |                                     |                                     |                                     |                                     |                                   |                                   |                                   |                                   |                                  |                                  |                                  |                                  |                        |                        |                        |                        |                      |                      |                      |                      |                      |                      |                               |                               |                               |                               |                               |                               |  |  |                        |                        |                        |                        |                        |                        |  |  |  |  |  |  |  |  |  |  |
|  |  |                     |                     |                     |                     |                     |                     |                    |                    |                                     |                                     |                                     |                                     |                                        |                                        |                                        |                                        | Никола Хаджигеоргиев                   |                                        |                                     |                                     |                                     |                                     |                                   |                                   |                                   |                                   |                                  |                                  |                                  |                                  |                        |                        |                        |                        |                      |                      |                      |                      |                      |                      |                               |                               |                               |                               |                               |                               |  |  |                        |                        |                        |                        |                        |                        |  |  |  |  |  |  |  |  |  |  |
|  |  |                     |                     |                     |                     |                     |                     |                    |                    |                                     |                                     |                                     |                                     |                                        |                                        |                                        |                                        |                                        |                                        |                                     |                                     |                                     |                                     |                                   |                                   |                                   |                                   |                                  |                                  |                                  |                                  |                        |                        |                        |                        |                      |                      |                      |                      |                      |                      |                               |                               |                               |                               |                               |                               |  |  |                        |                        |                        |                        |                        |                        |  |  |  |  |  |  |  |  |  |  |
|  |  |                     |                     |                     |                     |                     |                     |                    |                    |                                     |                                     |                                     |                                     |                                        |                                        |                                        |                                        | Георги Хаджигеоргиев                   |                                        |                                     |                                     |                                     |                                     |                                   |                                   |                                   |                                   |                                  |                                  |                                  |                                  |                        |                        |                        |                        |                      |                      |                      |                      |                      |                      |                               |                               |                               |                               |                               |                               |  |  |                        |                        |                        |                        |                        |                        |  |  |  |  |  |  |  |  |  |  |
|  |  |                     |                     |                     |                     |                     |                     |                    |                    |                                     |                                     |                                     |                                     |                                        |                                        |                                        |                                        |                                        |                                        |                                     |                                     |                                     |                                     |                                   |                                   |                                   |                                   |                                  |                                  |                                  |                                  |                        |                        |                        |                        |                      |                      |                      |                      |                      |                      |                               |                               |                               |                               |                               |                               |  |  |                        |                        |                        |                        |                        |                        |  |  |  |  |  |  |  |  |  |  |
|  |  |                     |                     |                     |                     |                     |                     |                    |                    |                                     |                                     |                                     |                                     |                                        |                                        |                                        |                                        |                                        |                                        |                                     |                                     |                                     |                                     |                                   |                                   |                                   |                                   |                                  |                                  |                                  |                                  |                        |                        |                        |                        |                      |                      |                      |                      |                      |                      |                               |                               |                               |                               |                               |                               |  |  |                        |                        |                        |                        |                        |                        |  |  |  |  |  |  |  |  |  |  |
|  |  |                     |                     |                     |                     | Иван Хаджигеоргиев  | Иван Хаджигеоргиев  | Иван Хаджигеоргиев | Иван Хаджигеоргиев | Иван Хаджигеоргиев                  | Иван Хаджигеоргиев                  |                                     |                                     | Димитър Хаджигеоргиев (около 1869 – ?) | Димитър Хаджигеоргиев (около 1869 – ?) | Димитър Хаджигеоргиев (около 1869 – ?) | Димитър Хаджигеоргиев (около 1869 – ?) | Димитър Хаджигеоргиев (около 1869 – ?) | Димитър Хаджигеоргиев (около 1869 – ?) |                                     |                                     | Варвара                             | Варвара                             | Варвара                           | Варвара                           | Варвара                           | Варвара                           |                                  |                                  | Костадин Хаджигеоргиев           | Костадин Хаджигеоргиев           | Костадин Хаджигеоргиев | Костадин Хаджигеоргиев | Костадин Хаджигеоргиев | Костадин Хаджигеоргиев |                      |                      | Михаил Хаджигеоргиев | Михаил Хаджигеоргиев | Михаил Хаджигеоргиев | Михаил Хаджигеоргиев | Михаил Хаджигеоргиев          | Михаил Хаджигеоргиев          |                               |                               |                               |                               |  |  |                        |                        |                        |                        |                        |                        |  |  |  |  |  |  |  |  |  |  |
|  |  |                     |                     |                     |                     | Иван Хаджигеоргиев  | Иван Хаджигеоргиев  | Иван Хаджигеоргиев | Иван Хаджигеоргиев | Иван Хаджигеоргиев                  | Иван Хаджигеоргиев                  |                                     |                                     | Димитър Хаджигеоргиев (около 1869 – ?) | Димитър Хаджигеоргиев (около 1869 – ?) | Димитър Хаджигеоргиев (около 1869 – ?) | Димитър Хаджигеоргиев (около 1869 – ?) | Димитър Хаджигеоргиев (около 1869 – ?) | Димитър Хаджигеоргиев (около 1869 – ?) |                                     |                                     | Варвара                             | Варвара                             | Варвара                           | Варвара                           | Варвара                           | Варвара                           |                                  |                                  | Костадин Хаджигеоргиев           | Костадин Хаджигеоргиев           | Костадин Хаджигеоргиев | Костадин Хаджигеоргиев | Костадин Хаджигеоргиев | Костадин Хаджигеоргиев |                      |                      | Михаил Хаджигеоргиев | Михаил Хаджигеоргиев | Михаил Хаджигеоргиев | Михаил Хаджигеоргиев | Михаил Хаджигеоргиев          | Михаил Хаджигеоргиев          |                               |                               |                               |                               |  |  |                        |                        |                        |                        |                        |                        |  |  |  |  |  |  |  |  |  |  |
|  |  |                     |                     |                     |                     |                     |                     |                    |                    |                                     |                                     |                                     |                                     |                                        |                                        |                                        |                                        |                                        |                                        |                                     |                                     |                                     |                                     |                                   |                                   |                                   |                                   |                                  |                                  |                                  |                                  |                        |                        |                        |                        |                      |                      |                      |                      |                      |                      |                               |                               |                               |                               |                               |                               |  |  |                        |                        |                        |                        |                        |                        |  |  |  |  |  |  |  |  |  |  |
|  |  |                     |                     |                     |                     |                     |                     |                    |                    |                                     |                                     |                                     |                                     |                                        |                                        |                                        |                                        |                                        |                                        |                                     |                                     |                                     |                                     |                                   |                                   |                                   |                                   |                                  |                                  |                                  |                                  |                        |                        |                        |                        |                      |                      |                      |                      |                      |                      |                               |                               |                               |                               |                               |                               |  |  |                        |                        |                        |                        |                        |                        |  |  |  |  |  |  |  |  |  |  |
|  |  | Милуш Хаджигеоргиев | Милуш Хаджигеоргиев | Милуш Хаджигеоргиев | Милуш Хаджигеоргиев | Милуш Хаджигеоргиев | Милуш Хаджигеоргиев |                    |                    | Христо Хаджигеоргиев                | Христо Хаджигеоргиев                | Христо Хаджигеоргиев                | Христо Хаджигеоргиев                | Христо Хаджигеоргиев                   | Христо Хаджигеоргиев                   |                                        |                                        | Томо Хаджигеоргиев                     | Томо Хаджигеоргиев                     | Томо Хаджигеоргиев                  | Томо Хаджигеоргиев                  | Томо Хаджигеоргиев                  | Томо Хаджигеоргиев                  |                                   |                                   | Георги Хаджигеоргиев              | Георги Хаджигеоргиев              | Георги Хаджигеоргиев             | Георги Хаджигеоргиев             | Георги Хаджигеоргиев             | Георги Хаджигеоргиев             |                        |                        | Мария Хаджигеоргиева   | Мария Хаджигеоргиева   | Мария Хаджигеоргиева | Мария Хаджигеоргиева | Мария Хаджигеоргиева | Мария Хаджигеоргиева |                      |                      | Дона Димитрова Хаджигеоргиева | Дона Димитрова Хаджигеоргиева | Дона Димитрова Хаджигеоргиева | Дона Димитрова Хаджигеоргиева | Дона Димитрова Хаджигеоргиева | Дона Димитрова Хаджигеоргиева |  |  | Здравка Хаджигеоргиева | Здравка Хаджигеоргиева | Здравка Хаджигеоргиева | Здравка Хаджигеоргиева | Здравка Хаджигеоргиева | Здравка Хаджигеоргиева |  |  |  |  |  |  |  |  |  |  |